# Ursula Haubner

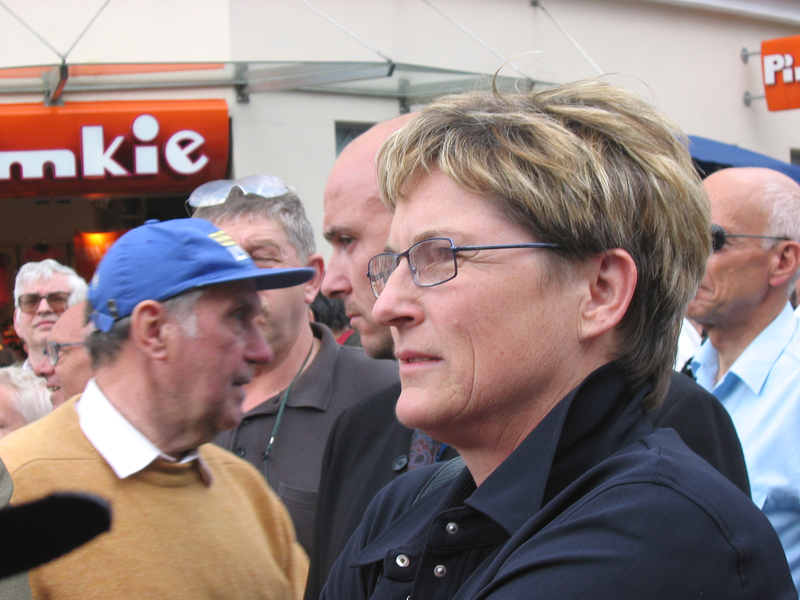
Ursula Haubner in 2004

Ursula Haubner-Haider (*Bad Goisern am Hallstättersee 22 december 1945) is een Oostenrijks politica (FPÖ/BZÖ). Zij is de oudere zus van wijlen Jörg Haider (1950-2008).

## Biografie
Ursula Heider volgde een opleiding tot onderwijzeres en is als zodanig in het middelbaar onderwijs werkzaam geweest. In 1969 trouwde ze met Klaus Haubner. Ze werd later politiek actief voor de Freiheitliche Partei Österreichs (FPÖ) waarbinnen haar jongere broer een prominente rol speelde. Van 1991 tot 2003 was ze lid van de stadsraad (uitvoerende macht) van Bad Hall en sinds 2003 van de gemeenteraad (wetgevende macht) van die gemeente. Daarnaast bekleedde zij de functie van plaatsvervangend partijvoorzitter van de FPÖ in Opper-Oostenrijk. Van 2000 tot 2005 was ze lid van het bondspartijbestuur van de FPÖ. Ook bekleedde zij de post van voorzitter van de Initiative Freiheitliche Frauen, de vrouwenafdeling van de FPÖ.
Ursula Haubner maakte deel uit van de Bondsraad (1994-1996), was lid van de landdag van Opper-Oostenrijk (1996-1997) en had zitting in de regering van de deelstaat Opper-Oostenrijk als landraad voor Vrouwenaangelegenheden, Milieu en Consumentenbescherming (1997-2003). Van 2006 tot 2013 was ze lid van de Nationale Raad.

### Staatssecretaris en minister
In het kabinet-Schüssel II was zij van 28 februari 2003 tot 25 januari 2005 staatssecretaris voor Generaties; van 26 januari 2005 tot 11 januari 2007 was zij bondsminister Sociale Zaken, Generaties en Consumentenbescherming.

### Overstap naar deBZÖ
Van 3 juli 2004 tot 5 april 2005 was Haubner voorzitter van de FPÖ. Toen haar broer brak met de FPÖ en de Bündnis Zukunft Österreich (BZÖ) oprichtte, verliet Haubner de FPÖ en sloot zich aan de bij de BZÖ.

## Privé
Ursula Haubner, die sinds 1969 getrouwd is met Klaus Haubner, heeft twee dochters en vijf kleinkinderen.

## Onderscheidingen
- 2007: Grote Gouden Ereteken van het Land Opper-Oostenrijk
- 2009: Grote Zilveren Ereteken aan het Lint voor Verdienste voor de Republiek Oostenrijk